# 9027 Graps
9027 Graps eller 1988 VP5 är en asteroid i huvudbältet som upptäcktes den 4 november 1988 av den tjeckiske astronomen Antonín Mrkos vid Kleť-observatoriet i Tjeckien. Den är uppkallad efter Amara Graps.
Asteroiden har en diameter på ungefär 3 kilometer.